# 拉万代拉 (卡拉泽达-迪安西昂伊什)
拉万代拉是葡萄牙布拉干萨区的一个堂区。总面积13.56平方公里，总人口184人，人口密度13.6人/平方公里。